# Kapuso Mo, Jessica Soho
Kapuso Mo, Jessica Soho (KMJS) – filipiński telewizyjny magazyn informacyjny nadawany przez stację GMA Network od 2004 roku. Jest emitowany w każdą niedzielę o 20:50.

## Fabuła
Program zawiera historie o wydarzeniach, popkulturze, jedzeniu, celebrytach, zdrowiu i trendach, a także miejskie legendy, historie o duchach i rzekome zjawiska paranormalne.

## Prowadzący
- Jessica Soho (od 2004)